# Doeberl Cup
Doeberl Cup - щорічний шаховий турнір, що проводиться в Канберрі (Австралія), починаючи з 1963 року, і є найтривалішим чинним шаховим турніром по вихідних в Австралії. З моменту свого створення турнір ставав більшим і сильнішим, часто привертаючи більше гравців, ніж Чемпіонат Австралії.
Турнір проводиться щороку на Великдень. Має 4 секції, найсильніша з них відома під назвою Doeberl Cup Premier. Станом на 2017 рік гросмейстер Ян Роджерс має найбільшу кількість перемог 12 (одноосібно або на тай-брейку).
Doeberl Cup названий на честь свого основного спонсора, Еріх Доберла, і через деякий час після його смерті, в останні роки спонсорство продовжує його донька Розмарі.

## Переможці
Всі гравці є австралійцями, якщо не зазначено інше.
За винятком 1970 і 2005 років, перераховані лише одноосібні переможці або переможці на тай-брейку.
- 1963 Джон Перді
- 1964 Сесіл Перді
- 1965 Білл Джюс
- 1966 Білл Джюс
- 1967 Джон Келлнер
- 1968 Кен Гілл
- 1969 Даг Гемілтон
- 1970 Сесіл Перді, Террі Шоу, Фред Флатов
- 1971 Террі Шоу
- 1972 Фред Флатов
- 1973 Ентоні Віденгофер
- 1974 Максвелл Фуллер
- 1975 Максвелл Фуллер
- 1976 Роберт Джеймісон
- 1977 Філіп Вінер
- 1978 Роберт Джеймісон
- 1979 Фред Флатов
- 1980 Ян Роджерс
- 1981 Ян Роджерс
- 1982 Greg Hjorth
- 1983 Maxwell Fuller
- 1984 Ян Роджерс
- 1985 Грег Гьорт
- 1986 Ян Роджерс
- 1987 Грег Гьорт
- 1988 Ларрі Крістіансен (USA)
- 1989 Ян Роджерс
- 1990 Ян Роджерс
- 1991 Кетеван Арахамія (GEO)
- 1992 Антоні Майлс (ENG)
- 1993 Ян Роджерс
- 1994 Дерріл Йохансен
- 1995 Ян Роджерс
- 1996 Дерріл Йохансен
- 1997 Ян Роджерс
- 1998 Майкл Глузман
- 1999 Дерріл Йохансен
- 2000 Александар Вол
- 2001 Дерріл Йохансен
- 2002 Дейвід Смердон
- 2003 Ян Роджерс
- 2004 Чжао Цзун'юань
- 2005 Ян Роджерс, Александар Воль [2]
- 2006 Ігор Голденберг
- 2007 Ян Роджерс
- 2008 Варужан Акопян (USA)
- 2009 Діп Сенгупта (IND)
- 2010 Лі Чао (CHN)
- 2011 Андрій Дев'яткін (RUS)
- 2012 Адам Хорват (HUN)
- 2013 Лі Чао (CHN)
- 2014 Лівіу-Дітер Нісіпяну (GER)
- 2015 Чжоу Вейці (CHN)
- 2016 Джеймс Морріс
- 2017 Сур'я Шехар Гангулі (IND)

## Цікавий факт
Ллойд Фелл брав участь у кожному Doeberl Cup з моменту його заснування в 1963 році до 2008 року.